# Sven Lagerberg (1822–1905)
Carl Sven Axel Lagerberg (i riksdagen kallad Lagerberg i Stockholm), född 26 januari 1822 i Göteborg, död 25 mars 1905 i Stockholm, var en svensk greve, riksdagsman och militär (general).

## Biografi

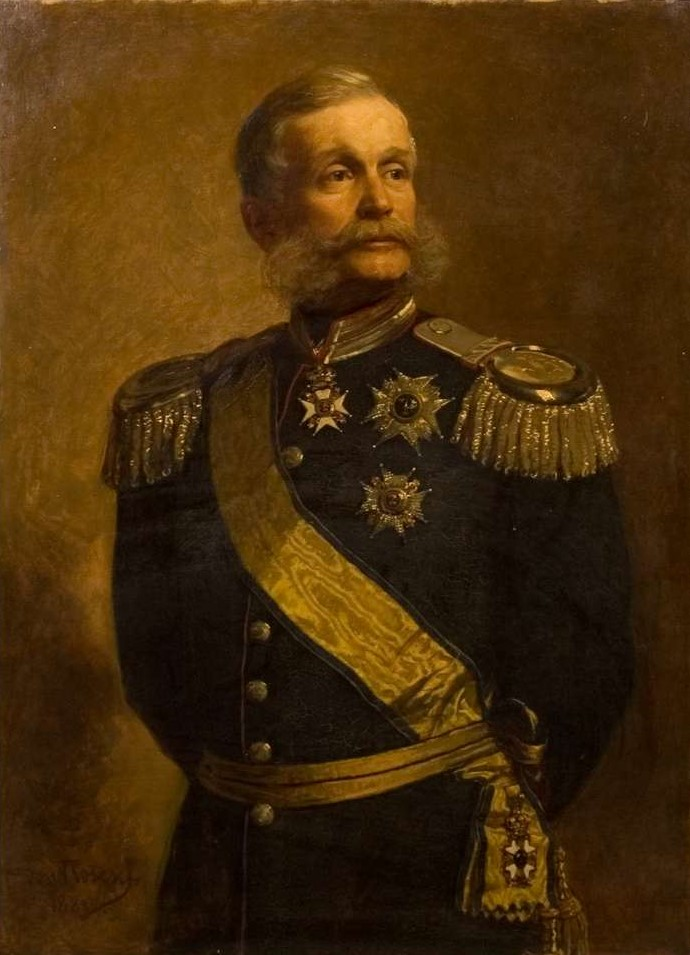
Sven Lagerberg, oljemålning från 1880 av Georg von Rosen.

Lagerberg gick 1830–1834 på Hillska skolan på Barnängen innan han påbörjade sin militära karriär med studier vid Krigsskolan 1837–1839. År 1839 blev han underlöjtnant vid Andra livgardet och var 1841–1844 elev vid högre artilleriläroverket på Marieberg. År 1842 blev han andre löjtnant vid regementet och 1847 blev han stabsadjutant vid Livgardesbrigaden. År 1847 befordrades han till förste löjtnant och blev adjutant vid Livgardesbrigaden 1848 innan han blev generalstabsofficer 1849. Lagerberg, som kom att bli en av Oscar II:s närmaste män, blev 1850 adjutant hos dennes bror Karl, som då var Sveriges kronprins. År 1852 blev Lagerberg kapten i armén och blev 1853 kapten vid Andra livgardet. År 1854 blev han major i armén och blev samma år stabschef vid Livgardesbrigaden. År 1858 blev Lagerberg kapten och kompanichef vid Andra livgardet och året därpå blev han adjutant hos den nya kungen Karl XV och befordrades till överstelöjtnant. År 1859 blev Lagerberg även chef för framtida kung Oscar II:s stab, då denne ännu var hertig av Östergötland.
År 1861 blev Lagerberg andre major vid Andra livgardet och 1862 överste i armén. Åren 1862–1866 var han expeditionschef vid lantförsvarsdepartementets kommandoexpedition innan han 1866, efter 27 års tjänst i Andra livgardet, blev överste och sekundchef för regementet. År 1867 utnämndes Lagerberg till generalmajor i armén och förste adjutant i kung Karl XV:s stab. Efter dennes död 1872 blev Lagerberg förste adjutant och chef för den nye kung Oscar II:s stab. År 1876 blev Lagerberg tillförordnad överkommendant i Stockholm och året därpå tillförordnad generalbefälhavare i första militärdistriktet. År 1880 blev han generallöjtnant och var 1880–1888 generalbefälhavare i Fjärde militärdistriktet och var dessutom chef för Livgardesbrigaden 1880–1884. År 1882 blev han ordinarie överkommendant i Stockholm och blev dessutom ordförande i Krigshovrätten, en post han behöll fram till 1903. År 1889 utnämndes Lagerberg till general i armén och var sedan generalbefälhavare i Femte militärdistriktet 1889–1890. År 1890 tog han avsked från chefskapet av Femte militärdistriktet, men kvarstod som överkommendant till sin död. I Nordisk familjebok beskrivs Lagerberg som en av Stockholms populäraste personligheter och att han spelade en stor roll i stadens samhällsliv.
Som riksdagsman var Lagerberg ledamot för adelsståndet vid riksdagarna 1847/48, 1850/51, 1853/54, 1856/58, 1857/60, 1862/63 och 1865/66 samt, efter ståndsriksdagens avskaffande, ledamot i första kammaren för Älvsborgs läns valkrets åren 1867–1884. Han blev ledamot av första klassen av Kungliga Krigsvetenskapsakademien 1864.

### Familj
Sven Lagerberg var son till överstelöjtnanten greve Claes Sven Lagerberg och grevinnan Hedvig Beata von Rosen. Han var bror till Gösta Lagerberg. 
Sven Lagerberg gifte sig 1850 med grevinnan Marianne Lovisa von Rosen (född 1827 i andra livgardets församling i Stockholm, död där 1888), dotter till kammarherren greve Carl Axel von Rosen och Christina Lovisa Aspelin. Paret Lagerberg och von Rosen fick fem barn: Anna (född 1855), Clas Sven Carl (född 1857), Marianne Jeanne Christina (född 1859), Jeanna Hedvig Ulrika (född 1860) och Carl Gustaf Sven (född 1862). Han är begraven på Norra begravningsplatsen utanför Stockholm.

## Smeknamn
Lagerberg är också känd som Sven i helvete på grund av sin slagfärdighet och flitiga användande av svordomar. Tillnamnet lär han ha fått, när hans yngre bror i tjänsten råkade tilltala honom vid förnamn, i stället för att använda Lagerbergs formella militära titel. Lagerberg skall då ha rutit: ”Sven – i helvete!”.

## Utmärkelser

### Svenska utmärkelser
- Riddare och kommendör av Kungl. Maj:ts orden med briljanter (Serafimerorden), 1 december 1887.[6]
- Konung Oscar II:s jubileumsminnestecken, 1897.[7]
- Kommendör med stora korset av Svärdsorden, 1 december 1874.[8]
- Kommendör av första klassen av Svärdsorden, 28 januari 1868.[9]
- Riddare av första klassen av Svärdsorden, 5 maj 1860.[10]

### Utländska utmärkelser
- Storkorset av Norska Sankt Olavs orden, 6 juni 1882 (riddare 7 juli 1859, kommendör 9 september 1862 .[11]
- Riddare av Badiska Berthold I av Zähringens orden, 20 september 1881.[12][13]
- Riddare av första klassen med briljanter av Ryska Sankt Annas orden, 31 juli 1875.[9][14]
- Storkorset av Sachsiska Albrektsorden, 4 augusti 1875.[9][14]
- Storkorset av Danska Dannebrogorden, 13 oktober 1871 (riddare 14 juli 1852, kommendör 28 juli 1863).[9][10]
- Storkorset av Portugisiska Sao Bente de Avizorden, 12 augusti 1867.[10][15]
- Storkorset av Luxemburgska Ekkroneorden, 14 september 1867.[10][15]
- Storkorset av Preussiska Röda örns orden, 23 september 1879.(riddare 14 september 1867)[12][16]
- Riddare av första klassen med briljanter av Preussiska Röda örns orden, 2 juli 1875.[9][14]
- Storkorset av Sachsen-Weimarska Vita falkens orden, 4 augusti 1875.[9][14]
- Storkorset av Württembergska Fredriksorden, 27 september 1879.[12][16]
- Storkorset av Nederländska Lejonorden, tidigast 1894 och senast 1897.[17][18]
- Riddare av Nederländska Lejonorden, 28 januari 1852.[19]
- Storofficer av Franska Hederslegionen, 14 september 1867.[10][15]
- Andra klassen Osmanska rikets Meschidie-orden, 1868.[9][10]
- Riddare av andra klassen av Preussiska Kronorden, 6 november 1862.[19]
- Kommendör av Italienska Sankt Mauritius- och Lazarusorden, 2 januari 1864.[19][20]
- Riddare av fjärde klassen av Ryska Sankt Vladimirs orden, 2 september 1853.[19]